# La Campana de Oropesa
La comarca de La Campana de Oropesa y las Cuatro Villas es la más occidental de la provincia de Toledo, con clara cultura castellanovieja, y más concretamente abulense, en los usos y los paisajes.
La Campana de Oropesa es históricamente parte de la comarca natural del Campo Arañuelo, que forma parte de la provincia de Cáceres y de la provincia de Toledo.
También es conocida como El Campo Arañuelo Toledano. La comarca fue, como otras, partida, rota, dividida entre las provincias de Toledo y de Cáceres, cuando en 1833 el antiguo afrancesado don Javier de Burgos, siendo ministro del primer Gobierno Constitucional, después del fallecimiento de Fernando VII de España presidido por Francisco Cea Bermúdez, lleva a cabo la división provincial de España, que se mantiene en nuestros días.
Existen gran cantidad de muestras del origen común y de las relaciones históricas que hubo entre el sector oriental cacereño y el occidental toledano, como la unión de los Señoríos de Oropesa y Almaraz - Belvís, o la gran cantidad de ejemplos de toponimia con nombres repetidos en ambos sectores, entre otros muchos ejemplos.

## Situación
La comarca del Campo Arañuelo en su totalidad comprende los pueblos que están entre los ríos Tiétar y Tajo.
La Campana de Oropesa, situada entre las faldas de la sierra de Gredos y el valle del Tajo, en el extremo occidental de la provincia de Toledo, está unida con la parte cacereña de la comarca del Campo Arañuelo por el Oeste y limita con La Jara por el Sur —El Puente del Arzobispo, Valdeverdeja, La Calzada de Oropesa y Alcolea de Tajo—, mientras que al Este limita con la zona de Talavera de la Reina. Corchuela, anejo de Oropesa y Navalcán es el pueblo situado más al norte, respaldado ya por las crestas de Gredos, tras la hondonada del valle del Tiétar.

## Características
Es una magnífica tierra ganadera, que se complementa con agricultura intensiva en los cruces de los ríos que la atraviesan. 
La comarca de La Campana de Oropesa y las Cuatro Villas forma un conjunto uniforme de paisaje, cultivos, ocupaciones y costumbres. 
Reconquistada la zona entre los años 1083 y 1085 por las milicias concejiles de la ciudad de Ávila, la comarca pasó entonces a formar parte de la extensa Comunidad de Villa y Tierra de Ávila (el denominado Sexmo de Oropesa) y fue repoblada por campesinos abulenses, de los cuales descienden los habitantes de la comarca. Es por esto que la cultura y tradiciones de la Campana de Oropesa tiene más que ver con Castilla la Vieja, y sobre todo con la provincia de Ávila y con La Vera de Gredos, que con Castilla la Nueva. De hecho, la mayor parte de la comarca perteneció administrativamente a la provincia de Ávila hasta que en 1833 fue segregada de Castilla la Vieja e integrada en la provincia de Toledo.
Es la Campana de Oropesa una comarca que, al situarse entre la sierra de Gredos y los Montes de Toledo, se ve librada de los vientos fríos del norte en invierno y de los ardientes vientos secos del sur en verano. Ello, unido a que se encuentra esta comarca surcada por numerosos ríos y arroyos que bajan de las montañas, crean un clima atlántico que favorece la agricultura, con cultivos de maíz, patatas y tabaco, y la ganadería ovina de raza talaverana, así como la ganadería vacuna, con predominio de razas destinadas a la producción de leche como la frisona. No en vano, la Campana de Oropesa concentra cerca del 70% de la industria lechera de Castilla-La Mancha. También es fuente de ingresos el turismo sobre todo en las localidades de Oropesa, que posee un bello casco histórico, las faldas de la sierra de Gredos y Navalcán.

## Municipios
En la parte toledana los municipios que integran la comarca del Campo Arañuelo son los siguientes: Alcañizo, Alcolea de Tajo, Calera y Chozas, Caleruela, La Calzada de Oropesa, Gamonal, Herreruela de Oropesa, Lagartera, Oropesa, Corchuela, El Puente del Arzobispo, Torralba de Oropesa, Torrico, Valdeverdeja y Las Ventas de San Julián
Continuación se muestra una tabla con información sobre estos municipios:
| Municipio                | Población | Superficie | Densidad |
| ------------------------ | --------- | ---------- | -------- |
| Calera y Chozas          | 4.641     | 219.5      | 21,1     |
| Oropesa                  | 2.937     | 337        | 8,72     |
| Velada                   | 2.765     | 145        | 19,07    |
| Navalcán                 | 2.390     | 58         | 39,83    |
| Lagartera                | 1.601     | 81         | 19,7     |
| El Puente del Arzobispo  | 1.458     | 1          | 1.458    |
| Alcolea de Tajo          | 945       | 64         | 14,76    |
| Torrico                  | 846       | 34         | 24,88    |
| Valdeverdeja             | 723       | 67         | 10,75    |
| La Calzada de Oropesa    | 572       | 145        | 4,02     |
| Herreruela de Oropesa    | 447       | 10         | 44,7     |
| Parrillas                | 417       | 51         | 8,18     |
| Alcañizo                 | 355       | 14         | 25,36    |
| Azután                   | 310       | 22         | 14,09    |
| Caleruela                | 284       | 9,42       | 30,15    |
| Torralba de Oropesa      | 276       | 23         | 12       |
| Las Ventas de San Julián | 236       | 6          | 39,33    |
| Navalmoralejo            | 74        | 22         | 3,36     |